# Fissarena castanea
Espèce
Synonymes
- Rebilus castaneus Simon, 1908

Fissarena castanea est une espèce d'araignées aranéomorphes de la famille des Trachycosmidae.

## Distribution
Cette espèce est endémique d'Australie. Elle se rencontre en Australie-Occidentale et au Queensland dans le désert de Simpson.

## Description
La femelle holotype mesure 12 mm.
Le mâle décrit par Platnick en 2002 mesure 9 mm et la femelle 10 mm.

## Systématique et taxinomie
Cette espèce a été décrite sous le protonyme Rebilus castaneus par Simon en 1908. Elle est placée dans le genre Fissarena par Platnick en 2002.

## Publication originale
- Simon, 1908 : « Araneae. 1re partie. » Die Fauna Südwest-Australiens, vol. 1, no 12, p. 359-446 (texte intégral).